# Авиационные происшествия Аэрофлота 1959 года

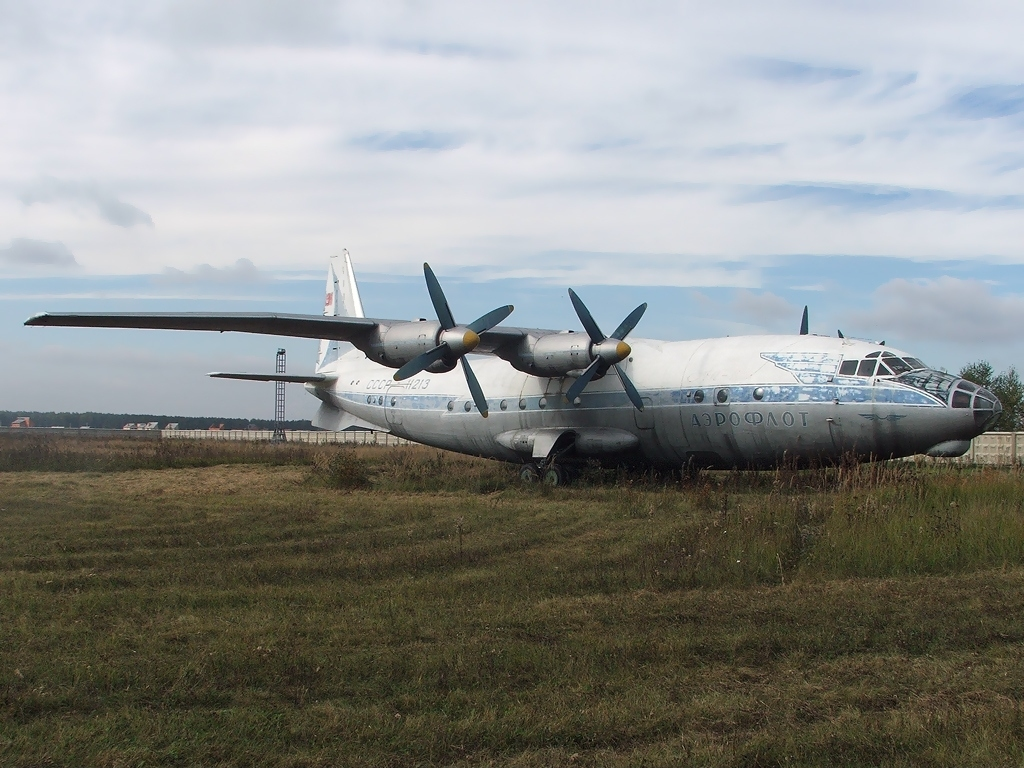
Ан-10 предприятия «Аэрофлот»

Авиационные происшествия и инциденты, включая угоны, произошедшие с воздушными судами Главного управления гражданского воздушного флота при Совете министров СССР («Аэрофлот») в 1959 году.
В этом году крупнейшая катастрофа с воздушными судами предприятия «Аэрофлот» произошла 16 ноября близ аэропорта Львов, когда самолёт Ан-10 при заходе на посадку вышел из-под контроля и опустив нос врезался в землю, при этом погибли 40 человек (подробнее…).

## Список
Отмечены происшествия и инциденты, когда воздушное судно было восстановлено.
| Дата                  | Место                                                                           | ВС     | Бортовой номер | Управление          | Жертв | Описание | И      |
| --------------------- | ------------------------------------------------------------------------------- | ------ | -------------- | ------------------- | ----- | --- | ------ |
| 10 января 1959 года   | Тульская область                                                                | Ил-18А | 75664          | Азербайджанское     | 0/?   | При выполнении рейса Москва—Баку вскоре после вылета отделился двигатель № 4 (крайний правый); самолёт благополучно вернулся в аэропорт Внуково                                                                                      | [ 1 ]  |
| 18 января 1959 года   | 5 км от Гумрака, Сталинград                                                     | Ил-14П | 41863          | Азербайджанское     | 25/25 | При заходе на посадку пролетая над военным полигоном подвергся обстрелу и упал на землю (подробнее…) | [ 2 ]  |
| 19 января 1959 года   | Кобяй                                                                           | Ан-2Т  | Л1975          | Якутская ОАГ        | 0/14  | Упал после взлёта из-за перегруза и нарушения задней центровки | [ 3 ]  |
| 27 января 1959 года   | Усть-Кара                                                                       | Ли-2   | Н492           | Полярной авиации    | 0/?   | Посадка до ВПП в условиях белой мглы | [ 4 ]  |
| 4 февраля 1959 года   | 30 км З Северо-Эвенска                                                          | Ли-2   | 16192          | Магаданская ОАГ     | 0/6   | Столкновение с сопкой при заходе на посадку | [ 5 ]  |
| апрель 1959 года      | Казачье                                                                         | Ан-2Т  | Л5569          | Якутская ОАГ        | 0/0   | Бураном был сорван с креплений и снесён в протоку | [ 6 ]  |
| 4 апреля 1959 года    | Среднеколымск                                                                   | Ан-2   | н.д.           | Якутская ОАГ        | 1+0/0 | При запуске двигателя один из находящихся на площадке пассажиров попал под воздушный винт | [ 7 ]  |
| 24 апреля 1959 года   | между Морозовом и Таволганом, 9 км СВ Бердска (54°48′40″ с. ш. 83°14′15″ в. д.) | Ли-2   | 84595          | Западно-Сибирское   | 5/8   | В ходе аэромагнитной съёмки отказал правый двигатель; при вынужденной посадке на поле самолёт врезался в деревья | [ 8 ]  |
| 29 апреля 1959 года   | Северный Ледовитый океан (82°21′ с. ш. 177°00′ в. д.)                           | Ли-2   | 04209          | Полярной авиации    | 0/6+  | При взлёте со льдины не успел набрать скорость и врезался в торос | [ 9 ]  |
| 22 июня 1959 года     | Приекульский район, 9 км от Приекуле, колхоз «Тиесса»                           | Як-12М | 04209          | Литовская ОАГ       | 1/1   | При авиационно-химических работах врезался в ЛЭП | [ 10 ] |
| 29 июня 1959 года     | Ивановская область                                                              | Ка-15М | Л0381          | Московская АГ СПиВС | ?/?   | Разбился при заходе на посадку из-за схлёстывания и разрушения лопастей несущих винтов | [ 11 ] |
| 15 июля 1959 года     | Сасово                                                                          | УКа-15 |                | Сасовское ЛУ        | ?/?   | Разбился при перелёте над аэродромом из-за схлёстывания и разрушения лопастей несущих винтов вследствие флаттера | [ 12 ] |
| 30 июля 1959 года     | Тернейский район, 2,5 км З Тавайзы                                              | Ми-1А  | 40414          | Дальневосточное     | 3/3   | Разрушился в воздухе после разрушения подредукторной рамы из-за трещины в одном из узлов | [ 13 ] |
| 10 августа 1959 года  | Хабаровский край, близ реки Коврик (55°50′00″ с. ш. 133°22′15″ в. д.)           | Ли-2   | 54795          | Якутская ОАГ        | 9/9   | Выполняя сброс груза в горном районе при уклонении от столкновения с горой из-за ошибки экипажа потерял скорость и упал в лес | [ 14 ] |
| 10 августа 1959 года  | мыс Шелагский, Чукотский АО                                                     | Ли-2   | 04242          | Полярной авиации    | 7/10  | При пролёте над мысом попал в нисходящий поток и врезался в гору | [ 15 ] |
| 2 сентября 1959 года  | Внуково, Москва                                                                 | Ил-18Б | 75676          | Московское          | 0/56+ | При пролёте грозы попал в аэродинамический подхват с отказом двух двигателей и потерей высоты, а следом отказали навигационные приборы; повреждён при вынужденной посадке в аэропорту вылета и в дальнейшем использовался как макет. | [ 16 ] |
| 2 сентября 1959 года  | Алтайский край, близ Рубцовска                                                  | Ан-2Т  | 70981          | Западно-Сибирское   | 0/?   | Столкновение в воздухе; экипажи сумели выполнить вынужденные посадки на местности. | [ 17 ] |
| 2 сентября 1959 года  | Алтайский край, близ Рубцовска                                                  | Ан-2Т  | 02136          | Западно-Сибирское   | 0/?   | Столкновение в воздухе; экипажи сумели выполнить вынужденные посадки на местности. | [ 18 ] |
| 12 сентября 1959 года | н.д.                                                                            | Ан-2Т  | 23804          | Западно-Сибирское   | 0/0   | Во время заправки топливом возник пожар, уничтоживший самолёт | [ 19 ] |
| 2 октября 1959 года   | вулкан Ааг, 42 км С Халактырки (Петропавловск-Камчатский)                       | Ли-2   | 84448          | Дальневосточное     | 4/4   | Столкновение с горой после уклонения с трассы и снижения под безопасную высоту | [ 20 ] |
| 16 октября 1959 года  | Усть-Майский район, 108 км СВ Усть-Маи                                          | Як-12  | 40732          | Якутская ОАГ        | 1/1   | Столкновение в воздухе | [ 21 ] |
| 16 октября 1959 года  | Усть-Майский район, 108 км СВ Усть-Маи                                          | Як-12  | 95982          | Якутская ОАГ        | 0/1   | Столкновение в воздухе | [ 21 ] |
| 23 октября 1959 года  | Внуково, Москва                                                                 | Ил-14М | 41806          | Азербайджанское     | 28/29 | При заходе на посадку врезался в деревья (подробнее…) | [ 22 ] |
| 27 октября 1959 года  | Караганда                                                                       | Ли-2   | 84746          | Казахское           | 1/29  | При заходе на посадку из-за ошибок экипажа потерял скорость и врезался в землю до ВПП | [ 23 ] |
| 16 ноября 1959 года   | Львов                                                                           | Ан-10  | 11180          | Украинское          | 40/40 | При заходе на посадку вышел из-под контроля из-за обледенения стабилизатора и врезался в землю (подробнее…) | [ 24 ] |
| 29 ноября 1959 года   | Иркутск                                                                         | Ил-12  | 01426          | Восточно-Сибирское  | 4/4   | Грубая посадка близ ВПП в условиях тумана | [ 25 ] |
| 13 декабря 1959 года  | Байсунтау, гора Куштанг, 27 км СВ Байсуна                                       | Ил-14М | 91577          | Узбекское           | 30/30 | Столкновение с горой после уклонения с маршрута (подробнее…) | [ 26 ] |
| 17 декабря 1959 года  | Вильнюс                                                                         | Ли-2   | 84587          | Литовская ОАГ       | 1/9   | Упал на землю после взлёта из-за ошибок в пилотировании (подробнее…) | [ 27 ] |